# Ruta comercial

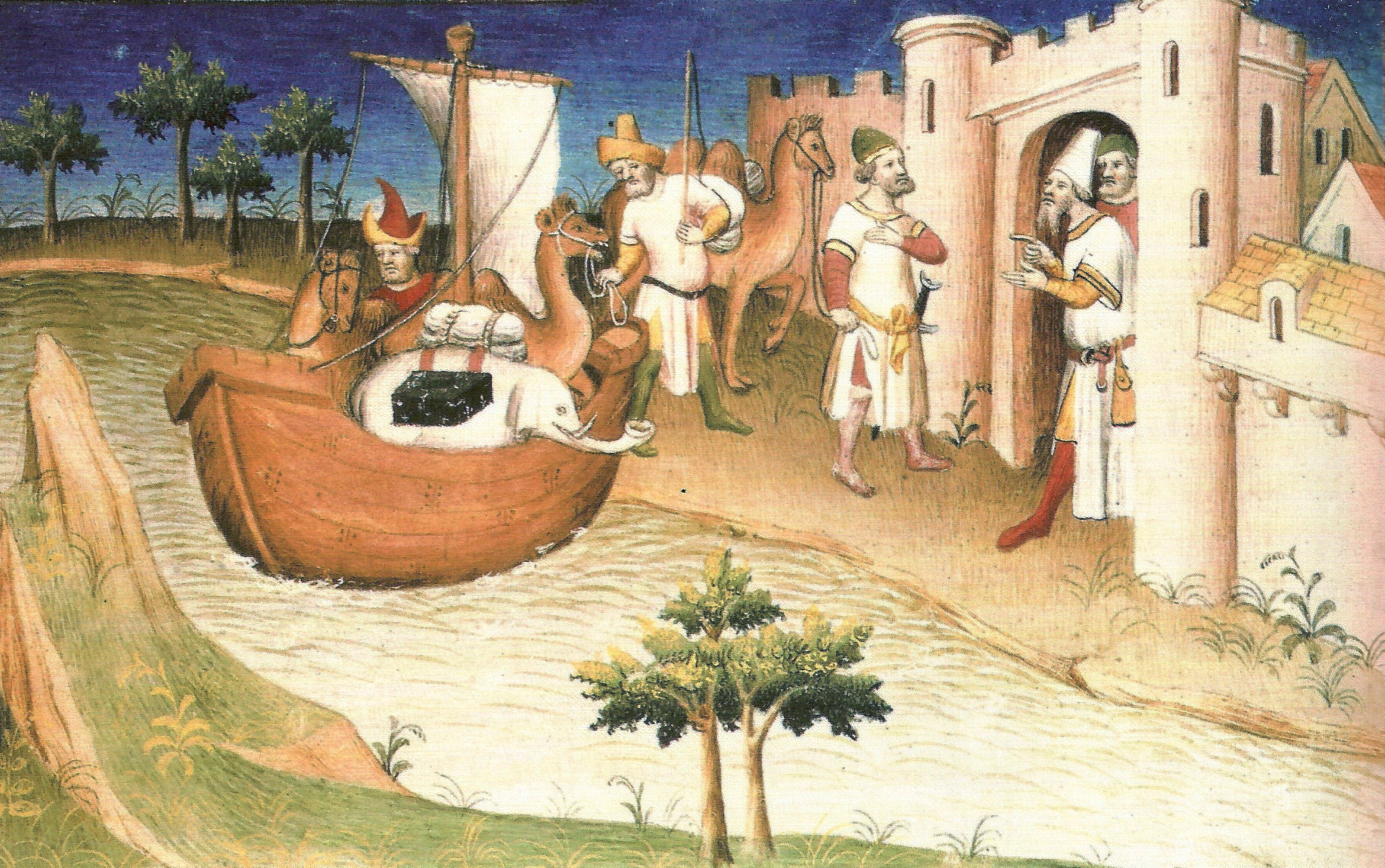
Marco Polo arribant a un port de la Xina

Una ruta comercial és una sèrie d'etapes fixades que uneixen dos punts importants per al comerç. Les rutes han canviat la història de les regions que travessen per la seva importància econòmica i sovint han estat l'origen de guerres i aliances entre països pel seu domini. Amb la globalització, les rutes comercials perden part de la seva rellevància, ja que tot el món esdevé un mercat i el transport ha millorat les connexions de llocs remots.
Algunes rutes d'importància
- Ruta de l'Encens: una de les primeres rutes és la ruta de l'Encens, que unia la península Aràbiga (Terra de l'encens) amb el Mediterrani els segles iii i II aC. Va forçar al faraó egipci a pactes amb pobles veïns per assegurar un subministrament regular d'aquesta substància. Els grecs i després els romans van suprimir aquesta ruta, establint nous camins comercials, saquejant Egipte i eliminant les taxes establertes pels pobles orientals. La porció d'Oman de la ruta ha estat declarada Patrimoni de la Humanitat per la UNESCO.
- Ruta de la Seda: la ruta de la Seda va ser probablement una de les rutes comercials més famoses, per la unió d'Occident i Orient. Va propiciar un intercanvi d'idees entre els dos mons, l'auge del budisme i aliances comercials a Europa.
- Grand Trunk Road: una carretera que travessa l'Índia i que porta més de 2.500 anys en ús. Els diversos governants la van anar eixamplant i garantint la seguretat de les mercaderies. Durant alguns segles, va compartir part del traçat amb la ruta de la Seda. La colonització britànica va fomentar la modernització d'aquesta carretera.
- Ruta de l'Ambre: una de les principals rutes europees servia per transportar l'ambre en l'antiguitat. Els romans la van pavimentar i les ciutats que l'envoltaven van convertir-se en centres econòmics d'importància. El seu declivi va ser fruit d'usar el riu Danubi com a via alternativa més eficient.
- Via Maris: La via Maris era una carretera que bordejava el Mediterrani i que va ser usada pels romans i després en les croades pels soldats camí de Terra Santa. El seu origen es remunta als hebreus bíblics. Antigament, unia l'antic Egipte amb Fenícia, Mesopotàmia i Assíria.
- Camí d'Horus: part de la via Maris, unia l'antic Egipte amb l'Orient Mitjà en una ruta prop de la costa mediterrània.
- Ruta dels Reis: rta alternativa al camí d'Horus, travessava el Sinaí i el llevant per l'interior, fins a Damasc, on s'unia a la via Maris.
- Ruta de les Espècies: les espècies es van convertir en el principal producte que Europa importava de l'Índia i d'Orient. La ruta de les Espècies va viure el seu auge durant l'edat antiga i moderna. Com que diversos països rivals la bloquejaven, els governants espanyols i portuguesos van impulsar els viatges per Àfrica i el descobriment d'Amèrica.
- Lliga Hanseàtica: va ser una aliança dels països del nord d'Europa per afavorir el comerç a la regió durant l'edat moderna. El control de la zona es va barrejar amb les guerres de religió de la Reforma.
- Ruta de la Nova Espanya: el comerç amb les colònies americanes va explicar en part l'auge de l'Imperi Espanyol.
- Camins inques: xarxa de rutes i camins dels inques a Sud-amèrica.
- Rutes transsaharianes: rutes comercials històriques que uneixen el Mediterrani amb l'Àfrica subsahariana travessant el desert del Sàhara.